# Porta Santa Teresa (Altamura)
Porta Santa Teresa era una delle porte di accesso del muro di cinta di Altamura, una struttura di fortificazione di epoca medievale della città di Altamura. Oggi non è più visibile essendo stata completamente demolita (probabilmente nel corso dell'Ottocento). Era situata a uno dei lati del Castello di Altamura.

## Storia
A differenza delle altre porte della città, porta Santa Teresa fu aperta in epoca relativamente più recente, per l'"insistenza dei carmelitani scalzi" dell'omonimo convento situato nelle vicinanze dell'antistante chiesa di Santa Teresa. Tale chiesa era infatti situata all'esterno delle mura e la porta avrebbe consentito una maggiore "osmosi" tra la città e i carmelitani. Nelle vicinanze della porta vi era un ulteriore accesso, che passava attraverso il Castello di Altamura e che consisteva in una passerella (come rappresentato nella carta Rocca P/33).

## Galleria d'immagini

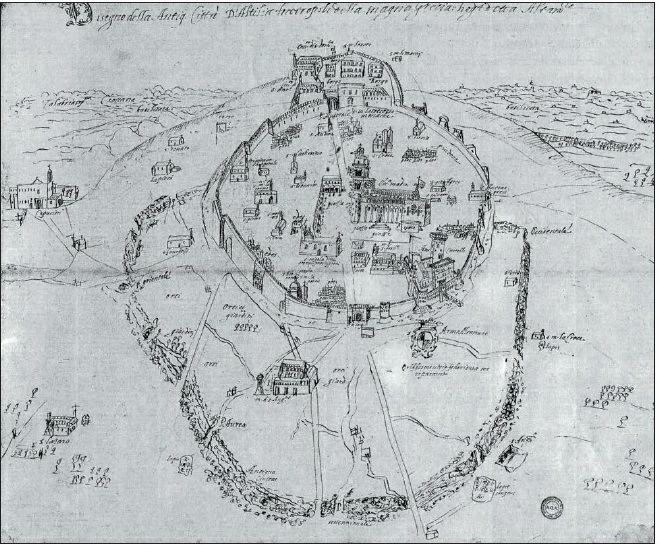
Carta Rocca P/33 (Biblioteca Angelica), risalente alla fine del XVI secolo, tratto dall'Archivio Generalizio Agostiniano. Porta Santa Teresa non compare, dal momento che non era ancora stata aperta nel XVI secolo.